# Bernhard I. (Braunschweig-Lüneburg)

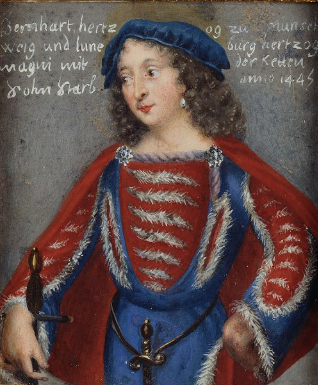
Bernhard I., Wasserfarben auf Vellum (posthumes Porträt von 1720)

Bernhard I., Herzog zu Braunschweig-Lüneburg (* zwischen 1358 und 1364; † 11. Juni 1434 in Celle) aus dem Geschlecht der Welfen war von 1388 bis 1409 und von 1428 bis 1434 Fürst von Lüneburg sowie von 1400 bis 1428 Fürst von Braunschweig-Wolfenbüttel. Er war Stifter des Mittleren Hauses Lüneburg.

## Leben
Bernhard I. wurde zwischen 1358 und 1364 als zweiter Sohn von Magnus II. Torquatus und seiner Gemahlin Katharina von Anhalt-Bernburg geboren. Nach dem Tod seines Vaters 1373 wurde er vorzeitig für mündig erklärt und versuchte gemeinsam mit seinem älteren Bruder Friedrich den als Lüneburger Erbfolgekrieg bezeichneten Konflikt mit den Herzögen von Sachsen-Wittenberg um das Land Lüneburg beizulegen. Im Herbst 1373 kam es in Hannover zu einer Übereinkunft, die die abwechselnde Regentschaft beider Häuser vorsah und durch Vermählungen Bernhards, seines Bruders Friedrich sowie seiner Mutter mit Mitgliedern des sächsischen Hauses abgesichert werden sollte. 1385 geriet Bernhard I. in Gefangenschaft der Herren von Schwichelde und von Steinberg, mit denen er in Fehde stand. Erst drei Jahre später wurde er nach Zahlung eines hohen Lösegelds in Freiheit gelassen. Zwischenzeitlich war der Konflikt um das Lüneburger Land wieder ausgebrochen, da der jüngste Bruder Bernhards, Heinrich der Milde, mit den Vereinbarungen von Hannover nicht einverstanden war. In den darauf folgenden Kämpfen starb Herzog Wenzel von Sachsen-Wittenberg und das Fürstentum war damit endgültig den Welfen gesichert. Während Bernhard I. gemeinsam mit seinem Bruder Heinrich I. Lüneburg übernahm, behielt der älteste Bruder Friedrich das Fürstentum Braunschweig-Wolfenbüttel. Nach dessen Tod im Jahre 1400 regierten Bernhard I. und Heinrich I. die Lande Braunschweig und Lüneburg gemeinsam, ehe es 1409 zur Teilung kam, in der Bernhard I. Braunschweig-Wolfenbüttel erhielt. 1428 kam es auf Initiative der Söhne Heinrichs, die inzwischen die Nachfolge ihres 1416 verstorbenen Vaters angetreten hatten, zu einer erneuten Teilung, bei der Bernhard I. das Fürstentum Lüneburg übernahm, welches er bis zu seinem Tod im Jahre 1434 regierte.

## Nachkommen
Im Jahre 1386 heiratete Bernhard Margarete von Sachsen († 1429), Tochter von Wenzel I., Herzog von Sachsen-Wittenberg und hatte mit ihr drei Kinder:
- Otto IV. († 1446), ⚭ Elisabeth von Everstein (um 1404–1468), Tochter des letzten Grafen von Everstein, Hermann VII.
- Friedrich II. der Fromme (1418–1478) ⚭ Magdalene von Brandenburg (1412–1454)
- Katharina, ⚭ Herzog Kasimir V. von Pommern